# Jimmy Buffett

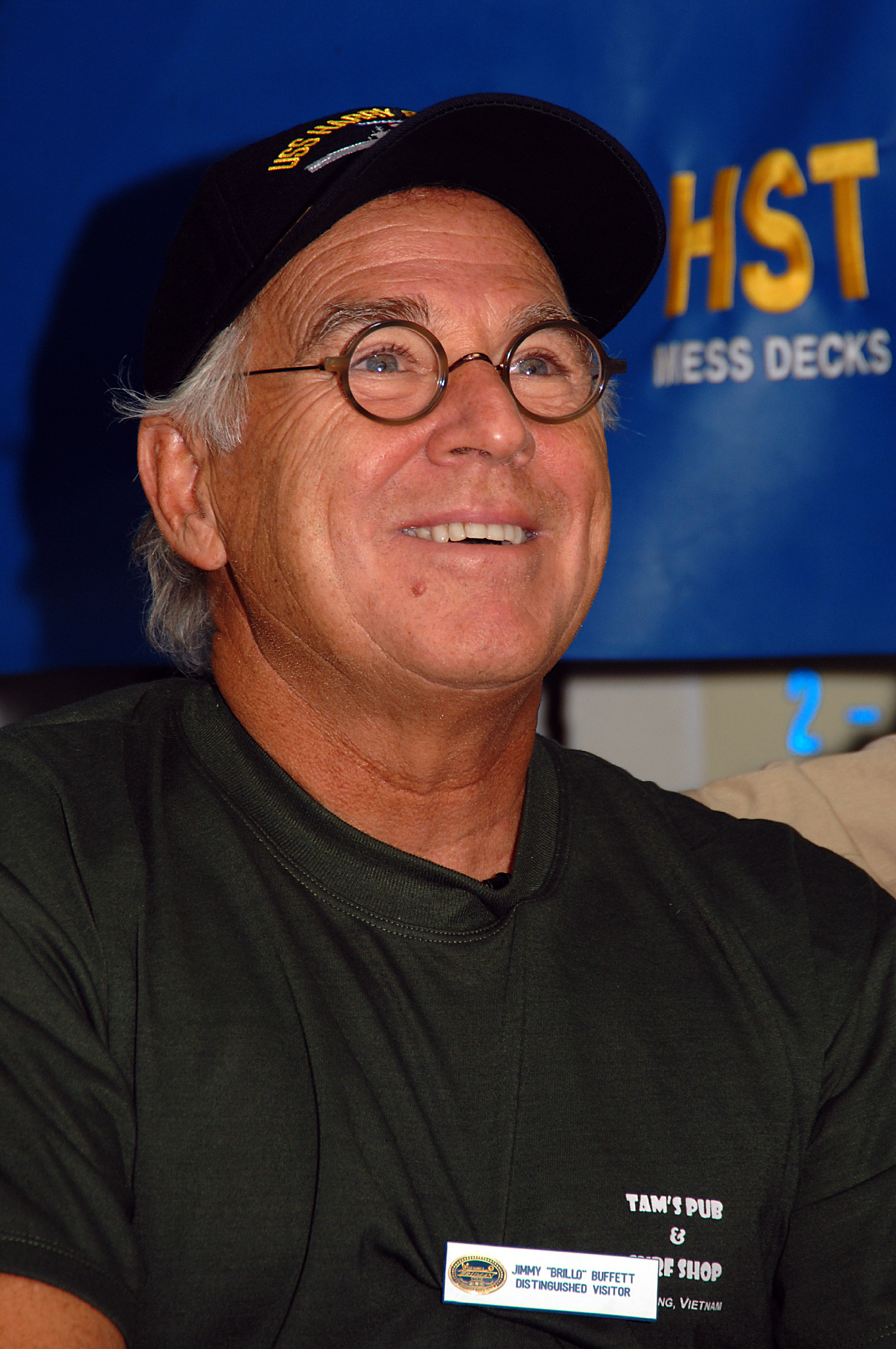
Jimmy Buffett 2008.

James William "Jimmy" Buffett, född 25 december 1946 i Pascagoula, Mississippi, död 1 september 2023 i Sag Harbor i Suffolk County på Long Island, New York, var en amerikansk sångare, musiker och låtskrivare inom pop och country samt författare och affärsman.
Två av Buffetts mest kända sånger är "Margaritaville" och "Cheeseburger in Paradise". Dessa har även gett namn åt två restaurangkedjor som Buffett var inblandad i.
Den amerikanska ekonomitidskriften Forbes rankade Buffett som världens 2 540:e rikaste med en förmögenhet på en miljard amerikanska dollar 4 april 2023.

## Diskografi

### Studioalbum
- 1970 – Down to Earth
- 1973 – A White Sport Coat and a Pink Crustacean
- 1974 – Living and Dying in 3/4 Time
- 1974 – A-1-A
- 1975 – Rancho Deluxe
- 1976 – Havana Daydreamin'
- 1976 – High Cumberland Jubilee
- 1977 – Changes in Latitudes, Changes in Attitudes
- 1978 – Son of a Son of a Sailor
- 1979 – Volcano
- 1981 – Coconut Telegraph
- 1982 – Somewhere Over China
- 1983 – One Particular Harbour
- 1984 – Riddles in the Sand
- 1985 – Last Mango in Paris
- 1986 – Floridays
- 1988 – Hot Water
- 1989 – Off to See the Lizard
- 1994 – Fruitcakes
- 1995 – Barometer Soup
- 1996 – Banana Wind
- 1996 – Christmas Island
- 1998 – Don't Stop the Carnival
- 1999 – Beach House on the Moon
- 2002 – Far Side of the World
- 2004 – License to Chill
- 2006 – Take the Weather with You
- 2009 – Buffet Hotel
- 2013 – Songs from St. Somewhere

### Livealbum
- 1990 – Feeding Frenzy
- 1978 – You Had to Be There
- 1999 – Buffett Live: Tuesdays, Thursdays, Saturdays
- 2003 – Live in Auburn, WA
- 2003 – Live in Las Vegas
- 2003 – Live in Vancouver, WA
- 2003 – Live in Irvine, CA
- 2003 – Live in Mountainview, CA
- 2003 – Live in San Diego
- 2004 – Live in Cincinnati, OH
- 2004 – Live in Mansfield, MA
- 2005 – Live in Hawaii
- 2005 – Live at Fenway Park
- 2007 – Live in Anguilla
- 2010 – Encores: Live
- 2011 – Volcano Live 2011
- 2012 – Welcome to Fin City: Live from Las Vegas 2011